# Eroe della Repubblica di Cuba
il titolo di Eroe della Repubblica di Cuba è un'onorificenza concessa dalla Repubblica di Cuba istituita nel 1978.

## Storia
L'onorificenza è stata istituita nel 1978 per premiare gli atti eroici in favore della società e della nazione cubana, è stata ricevuta da pochi individui, come Arnaldo Tamayo Méndez, Juan Almeida Bosque, Leonid Il'ič Brežnev e i cinque cubani arrestati a Miami.

## Insegne
- L'insegna è una stella d'oro.
- Il nastro mostra la bandiera cubana.